# Favoritos de la fortuna
Favoritos de la fortuna (en inglés, Fortune's Favourites) es una novela histórica de la escritora australiana Colleen McCullough. Es la tercera de la serie Masters of Rome.

## Argumento
La primera parte de la novela se centra en las acciones de Lucio Cornelio Sila: su regreso a Italia en el año 83 a. C. de la guerra contra Mitrídates VI del Ponto, su exitosa guerra civil contra las fuerzas de Cneo Papirio Carbón y Cayo Mario el Joven, y su ascenso a la dictadura y posteriores reformas constitucionales. La narración enfatiza la salud en declive de Sila y su deteriorada apariencia física, así como su crueldad al hacerse con el control del estado, incluyendo las infames proscripciones de la rica clase mercantil romana, muchos de los cuales habían apoyado a su rival Cayo Mario.
La novela también representa las entradas en la escena política y militar de Pompeyo Magno, Marco Licinio Craso y Julio César. Interactúan con Sila y entre sí con la dictadura de Sila como telón de fondo, la guerra del Senado contra Quinto Sertorio en España, y la revuelta de esclavos de Espartaco. El libro concluye justo después del primer consulado conjunto de Pompeyo y Craso en el año 70 a. C.
El título del libro es una referencia a un tema repetido a menudo en la serie, y expresa la creencia romana de que la Fortuna, la diosa de la suerte, intervendría en la mano de aquellos a los que la satisfacen, ayudándolos cuando más lo necesitan.

## Algunas familias famosas del final de la República Romana
- Datos: Q3790796